# Кныши
Кныши́ (бел. Кнышы) — деревня в составе Заволочицкого сельсовета Глусского района Могилёвской области Республики Беларусь.

## Население
- 1999 год — 15 человек
- 2009 год — 10 человек